# (37582) Faraday
(37582) Faraday – planetoida z pasa głównego asteroid okrążająca Słońce w ciągu 3 lat i 152 dni w średniej odległości 2,27 j.a. Została odkryta 12 października 1990 roku w Karl Schwarzschild Observatory w Tautenburgu przez Freimuta Börngena i Lutza Schmadela. Nazwa planetoidy pochodzi od Michaela Faradaya (1791-1867), angielskiego fizyka i chemika, który sformułował prawa elektrolizy. Przed nadaniem nazwy planetoida nosiła oznaczenie tymczasowe (37582) 1990 TT3.